# Pedro Bonilla
Pedro Bonilla (nascido em 28 de fevereiro de 1967) é um ex-ciclista colombiano. Representou seu país, Colômbia, no ciclismo nos Jogos Olímpicos de Verão de 1988.